# Pelopidas (dramat)
Pelopidas; or the Deliverance of Thebes – dramat historyczny angielskiego romantyka Edwina Atherstona, wydany w zbiorowej edycji jego dzieł dramatycznych przez córkę pisarza Mary Elizabeth Atherstone w 1888. Sztuka ta, podobnie jak dwie inne, była napisana około siedemdziesięciu lat wcześniej, wtedy jednak nie wzbudziła większego zainteresowania ani dyrektorów ówczesnych londyńskich teatrów, ani wydawców. Akcja sztuki została osadzona w starożytnych Tebach. Utwór jest napisany prozą i wierszem białym (blank verse).